# Sentimenti (Maria Nazionale)
Sentimenti è un album musicale della cantante napoletana Maria Nazionale, pubblicato nel 1999 sull'etichetta Duck Records. Tra le canzoni spicca "Penzo Sempe a Isso", uno dei successi più grandi della Nazionale. Inoltre l'album include anche un duetto con il figlio Antonello, in stile leggero, intitolato "Mamma Nel Mio Cuore". Altre canzoni considerevoli, in una vena più drammatica, sono "Cu tte Maje", "Storie Piccerelle" e "Una Sera Particolare". È considerato uno dei migliori album dell'artista. 

## Tracce
1. Statte Attiento (4:05)
2. Cu tte Maje (3:10)
3. Dint'e Scarpe  (A. Casaburi-F. Chiaravalle)(3:24)
4. Storie Piccerelle (A. Casaburi-F. Chiaravalle-G. Lanzetta)(3:24)
5. Penzo Sempre a Isso (2:48)
6. Una Sera Particolare (A. Casaburi-F. Chiaravalle)(4:26)
7. Sì Prepotente (A. Casaburi-B. Lanza-F. Chiaravalle)(3:37)
8. Mamma Nel Mio Cuore (A. Casaburi-F. Chiaravalle)(4:07)
9. E Doppo? (A. Casaburi-F. Chiaravalle)(3:29)
10. Ahi! Ahi! Ahi! (A. Casaburi-F. Chiaravalle)(2:36)
11. Scordame! (A. Casaburi-F. Chiaravalle)(4:04)
12. Nelle Cose Che Amo (A. Casaburi-F. Chiaravalle)(3:20)